# 정고전가
《정고전가》(중국어: 整蠱專家)는 1991년 개봉한 홍콩의 코미디 영화이다.

## 출연
- 주성치 - 호진
- 유덕화 - 정문걸
- 관지림 - 진라라
- 오맹달 - 문걸의 아버지
- 구숙정 - 바나나
- 이자웅 - 마이클
- 왕정 - 문걸의 동료
- 파한린 - 진라라의 아버지

## 한국판 성우진(KBS) (1998년 8월 29일)
- 김승준 - 호진(주성치)
- 홍시호 - 정문걸(유덕화)
- 김수경 - 진라라(관지림)
- 문영래 - 문걸의 아버지(오맹달)
- 김은아 - 바나나(구숙정)
- 김영민 - 마이클(이자웅)
- 유동현 - 문걸의 동료(왕정) / 마이클의 부하(정동)
- 이근욱 - 진라라의 아버지(파한린)
- 강연숙 - 문걸의 아버지의 여친(진만나) / 호진의 엄마(모순균) / 의뢰인(여모련)
- 임성표 - 손님(성규안)
- 김옥경 - 회사 직원(안려여)
- 성수경 - 상점 주인(조사리)
- 장우영 - 비서(로분)